# Hogeschool Zeeland Schaaktoernooi
Het Hogeschool Zeeland Schaaktoernooi is een schaaktoernooi dat georganiseerd wordt door Stichting Schaak Walcheren. Het toernooi werd in 1995 voor de eerste keer gehouden. Vanaf 1997 is de Hogeschool Zeeland hoofdsponsor van het toernooi. De eerste twee jaar heette het toernooi het Zeeland Open. Het toernooi wordt in augustus gespeeld in Vlissingen en is inmiddels uitgegroeid tot een van de grootste toernooien in Nederland.
Het toernooi wordt gespeeld over 9 ronden volgens het Zwitsers systeem.

## Lijst van winnaars

### Meervoudige winnaars
| Overwinningen | Renner             | Land               | Jaren                     |
| ------------- | ------------------ | ------------------ | ------------------------- |
| 4             | Michał Krasenkow   | Vlag van Polen     | 2006 + 2009 + 2013 + 2014 |
| 2             | Friso Nijboer      | Vlag van Nederland | 2002 + 2005               |
| 2             | Krishnan Sasikiran | Vlag van India     | 2004 + 2010               |

### Overwinningen per land
| Overwinningen | Land                                                                                      |
| ------------- | ----------------------------------------------------------------------------------------- |
| 6             | Nederland                                                                                 |
| 4             | Polen                                                                                     |
| 2             | Oezbekistan, India, Rusland                                                               |
| 1             | Israël, België, Luxemburg, Italië, Cuba, Georgië, Venezuela, Argentinië, Verenigde Staten |